# Erastria fletcheri
Erastria fletcheri är en fjärilsart som beskrevs av Pierre E.L. Viette 1970. Erastria fletcheri ingår i släktet Erastria och familjen mätare. Inga underarter finns listade i Catalogue of Life.